# Urmia
Urmia (in persiano ارومیه‎, AFI: oɾumiˈje · ; in azero اورمیه, Urmiya/Urmiyə, o اورمو, Urmu), durante quasi tutto il periodo della dinastia Pahlavi (1925–1979) chiamata Rezaiyeh (رضائیه), è il capoluogo dell'Azerbaigian Occidentale, nell'Iran nord-occidentale. Urmia si trova in prossimità del confine con l'Azerbaigian e la Turchia, 596 km a nord-ovest di Teheran e 17 km dalla sponda occidentale del Lago Urmia, sulla strada tra Khoy e Salmas verso Naqadeh e Piranshahr.
Si trova a un'altitudine di 1330 m s.l.m., a ovest del lago di Urmia. Aveva, nel 2016, 736 224 abitanti.

## Storia
Urmia è una delle antiche città storiche dell'Iran con origini assire. Urmia è una parola assira che significa "Villaggio dell'acqua" oppure "Culla d'acqua". Gli scavi delle antiche rovine nei pressi di Urmia portarono alla scoperta di utensili che risalgono al XX secolo a.C. Secondo Vladimir Minorskij, esistevano villaggi nella pianura di Urmia già 2000 anni prima dell'era cristiana, e la loro civiltà era nella zona d'influenza della nazione di Van.
In tempi antichi, la riva occidentale del lago d'Urmia veniva chiamata Gilzan, e nel nono secolo a.C. un governo indipendente vi si insediò, per congiungersi successivamente con l'impero Urartu o Mana; nell'VIII secolo a.C., l'area era vassalla del governo Asuzh finché non si unì all'impero dei Medi dopo la sua formazione.
Inoltre, secondo documenti storici, la parte occidentale del Lago di Urmia è stata un centro focale per le nazioni preistoriche del continente, fatto evidenziato dalle numerose città in rovina sui colli, come Gouy Tapeh, 6 chilometri a sudest del lago, con un'antichità che compete con i più antichi monti della Mesopotamia, dell'Anatolia, e dell'altopiano iranico.
Alcuni storici sostengono che Urmia sia il luogo di nascita di Zoroastro, il fondatore del zoroastrismo.
La Columbia Encyclopedia menziona che Urmia era un villaggio importante nella regione durante il IX secolo.
L'affermazione che l'area sia il luogo di nascita di Zoroastro è un fatto molto contestato, perché la maggior parte degli esperti concordano sulla nascita di Zoroastro nella parte orientale del mondo iranico), oppure che ospiti le tombe di uno o due dei sacerdoti zoroastriani (i "Re Magi") che si presume si siano recati in pellegrinaggio a Betlemme per recare omaggio a Gesù Cristo indica comunque che la città era uno dei maggiori centri religiosi e culturali nei tempi antichi.
Gli Ottomani realizzarono diverse incursioni nella città, ma i Safavidi presto riguadagnarono il controllo sull'area. Il primo monarca della dinastia Qajar iraniana, Agha Muhammad Khan, è stato incoronato in Urmia nel 1795.

## Società

### Lingue e dialetti
Il dialetto dell'Assiro Neo-Aramaico, parlato anticamente nella città, è divenuto, dal 1836 la lingua letteraria standard per i testi Assiri.

## Infrastrutture e trasporti
A 15 km a nord della città, lungo la strada statale 11 in direzione di Salmas si trova l'Aeroporto di Urmia, uno scalo che opera voli su rotte nazionali.